# 1 + 1 (album)
Pour les articles homonymes, voir 1+1.
Albums de Herbie Hancock et Wayne Shorter
The New Standard
(1995) Gershwin's World
(1998)
1 + 1  est un album du pianiste Herbie Hancock et du saxophoniste Wayne Shorter paru en 1997 sur le label Verve Records.

## Titres
| No  | Titre                     | Musique                       | Durée |
| --- | ------------------------- | ----------------------------- | ----- |
| 1.  | Meridianne - A Wood Sylph | Wayne Shorter                 | 6:09  |
| 2.  | Aung San Suu Kyi          | Wayne Shorter                 | 5:45  |
| 3.  | Sonrisa                   | Herbie Hancock                | 6:26  |
| 4.  | Memory of Enchantment     | Michiel Borstlap              | 6:20  |
| 5.  | Visitor from Nowhere      | Herbie Hancock, Wayne Shorter | 7:44  |
| 6.  | Joanna's Theme            | Wayne Shorter                 | 5:22  |
| 7.  | Diana                     | Wayne Shorter                 | 5:32  |
| 8.  | Visitor from Somewhere    | Herbie Hancock, Wayne Shorter | 9:04  |
| 9.  | Manhattan Lorelei         | Herbie Hancock, Wayne Shorter | 7:22  |
| 10. | Hale-Bopp, Hip-Hop        | Herbie Hancock                | 1:51  |

## Musiciens
- Herbie Hancock – piano
- Wayne Shorter – saxophone soprano